# Scincella modesta
Scincella modesta är en ödleart som beskrevs av  Günther 1864. Scincella modesta ingår i släktet Scincella och familjen skinkar.

## Underarter
Arten delas in i följande underarter:
- S. m. modesta
- S. m. septentrionalis